# Morten Hjulmand
Morten Due Hjulmand (* 25. Juni 1999) ist ein dänischer Fußballspieler, der aktuell bei Sporting Lissabon unter Vertrag steht.

## Karriere

### Verein
Hjulmand begann seine Karriere beim FC Kopenhagen. Bei Kopenhagen spielte er ab 2016 für die U-19-Mannschaft. Mit dieser nahm er in der Saison 2016/17 an der UEFA Youth League teil, bei der man die Play-offs erreichte.
Zur Saison 2018/19 wechselte er nach Österreich zum Bundesligisten FC Admira Wacker Mödling. Sein Debüt für die Admira gab er am 20. Juli 2018, als er im ÖFB-Cup-Spiel gegen den SC Neusiedl am See in der 72. Minute für Daniel Toth eingewechselt wurde. Am 26. Juli 2018 kam er erstmals für den Verein in der Europa-League-Qualifikation zum Einsatz, als er im Zweitrundenhinspiel gegen ZSKA Sofia von Beginn an zum Einsatz kam und in der Halbzeitpause durch Daniel Toth ersetzt wurde. Am 29. Juli 2018 debütierte er in der Bundesliga, als er am ersten Spieltag jener Saison gegen den SK Rapid Wien in der 78. Minute für Daniel Toth eingewechselt wurde.
In zweieinhalb Spielzeiten in der Bundesliga kam er zu 68 Einsätzen für die Niederösterreicher, in denen er ein Tor erzielte. Im Januar 2021 wechselte Hjulmand zum italienischen Zweitligisten US Lecce, bei dem er einen bis Juni 2025 laufenden Vertrag erhielt. Mit Lecce gewann er in der Saison 2021/22 die Zweitligameisterschaft und stieg in die Serie A auf, wo der Verein als Fünftletzter den sofortigen Wiederabstieg vermeiden konnten.
Im Sommer 2023 wechselte er nach Portugal zu Sporting Lissabon und unterschrieb dort einen langfristigen Vertrag bis Juni 2028.

### Nationalmannschaft
Hjulmand spielte im Januar 2017 gegen Zypern für Dänemarks U-19-Auswahl. Im März 2017 kam er gegen Italien auch erstmals für die U-18-Auswahl zum Einsatz.
Seinen ersten Einsatz in der A-Nationalmannschaft hatte er am 7. September 2023 beim 4:0-Sieg gegen San Marino in der Qualifikation für die EM 2024, bei dem er in der 59. Minute beim Stand von 3:0 eingewechselt wurde. Er wurde noch in zwei weiteren Qualifikationsspielen eingesetzt. Die Dänen qualifizierten sich als Gruppensieger für die Endrunde, für die er nominiert wurde. Im zweiten Vorrundenspiel, dem 1:1-Unentschieden gegen England am 20. Juni 2024, erzielte Hjulmand seinen ersten Länderspieltreffer.

## Erfolge
- Italienischer Zweitligameister 2021/22
- Portugiesischer Meister 2023/24, 2024/25
- Dänischer Fußballer des Jahres: 2024
- Taça de Portugal 2024/25